# Kastanjetofskotinga
Kastanjetofskotinga (Ampelion rufaxilla) är en fågel i familjen kotingor inom ordningen tättingar.

## Utseende
Kastanjetofskotingan är en knubbig fågel med rätt kort näbb och kort stjärt. Den känns igen på mestadels orangefärgad strupe och hals samt mörka svarta streck på den ljust gulaktiga buken. Vidare har den rött öga och en liten kastanjebrun fläck på skuldran. Den kastanjeröda tofsen som gett arten dess namn hålls vanligen nere, men kan fällas upp i en spektakulär fjäderbukett. 

## Utbredning och systematik
Kastanjetofskotinga delas in i två underarter:
- A. r. rufaxilla – förekommer i Andernas östsluttning i södra Ecuador, Peru och västra Bolivia
- A. r. antioquiae – förekommer i subtropiska Anderna i västra Colombia och eventuellt också i norra Ecuador

## Levnadssätt
Kastanjetofskotingan hittas i subtropiska och tempererade bergsskogar. Där håller den sig i trädtaket, vanligen enstaka eller i par.

## Status och hot
Arten har ett stort utbredningsområde, men tros minska i antal, dock inte tillräckligt kraftigt för att den ska betraktas som hotad. Internationella naturvårdsunionen IUCN listar arten som livskraftig (LC).